# Chrysotoxum tuberculatum
Chrysotoxum tuberculatum är en tvåvingeart som beskrevs av Shannon 1926. Chrysotoxum tuberculatum ingår i släktet getingblomflugor, och familjen blomflugor. Inga underarter finns listade i Catalogue of Life.